# Јужноафрички ној
Јужноафрички ној (лат. Struthio camelus australis) је велика птица тркачица из рода нојева која живи у јужној Африци.

## Опис
Иако је веома сличан осталим нојевима, кожа врата и бутине код јужноафричког ноја је сива (уместо ружичаста), а постаје светлосива код мужјака за време сезоне парења. Ово је подврста највише експлоатисана због перја, њена експлоатација је веома исплатива индустрији у многим деловима Африке, тако да се најчешће лови због перја, где је вредније перје мужјака (сјајноцрно) од перја женки (белосиво).